# Biram Dah Abeid
Pour les articles homonymes, voir Abeid.
Biram Dah Abeid (né le 12 janvier 1965 à Rosso en Mauritanie) est un militant abolitionniste et homme politique mauritanien, député et trois fois candidat à l'élection présidentielle.

## Enfance et formation
Biram Dah Abeid fait partie de la caste des Haratins, des Maures noirs descendants d'esclaves. Il est né en 1965 à Rosso (région du Trarza, au sud de la Mauritanie). Son père, ayant été affranchi par le maître de sa grand-mère, est né libre. Il sera le seul d’une fratrie de onze enfants à être scolarisé. Suivant la volonté de son père, il étudie pour combattre l’esclavage.
Il intègre l'université, où il étudie le droit et l'histoire. Il consacre son mémoire de DEA (diplôme d'études approfondies) en histoire à l'université Cheikh-Anta-Diop de Dakar (2001) à l'esclavage, une pratique interdite, sans peine assortie, depuis 1981 et à plusieurs reprises depuis lors en Mauritanie mais toujours répandue dans le pays.

## Militantisme et vie politique
Après ses études, il commence à militer au sein de l'ONG anti-esclavagiste SOS Esclaves. En 2008, il fonde l'Initiative pour la résurgence du mouvement abolitionniste (IRA-Mauritanie), qu'il définit comme « une organisation de lutte populaire », et dont il est le président. En 2008, il prend parti comme témoin au documentaire Chasseurs d'esclaves de Sophie Jeaneau. Il est condamné pour cela à une peine de prison puis gracié en février 2011 par le président mauritanien Mohamed Ould Abdel Aziz.
En avril 2012, au cours d'une manifestation à Nouakchott, il brûle en public des textes de droit de l’école du droit musulman malikite, considérés comme encourageant la pratique de l’esclavage. Il justifie son acte par le fait que cet enseignement, constitué de normes, de jurisprudence et de principes généraux, codifie l'inégalité de naissance, autorise la vente d'êtres humains, leur châtiment corporel, le viol des femmes esclaves et la castration des mâles noirs. L'ensemble de ces prescriptions figure, en des termes explicites et pratiques, dans de tels livres. Il est emprisonné aux côtés d’autres militants de l’IRA, accusé de porter « atteinte à la sûreté de l’État ». L’IRA présentera ses excuses pour l’incident, qui a choqué l’opinion et les médias en Mauritanie. Après des mois de détention préventive suivie de l’annulation de son procès pour vice de forme par la cour criminelle de Nouakchott, Biram Ould Abeid et ses coaccusés sont libérés en septembre 2012,,.
En 2013, Biram Dah Abeid reçoit le Front Line award for Human Rights Defenders at Risk de l'ONG irlandaise Front Line Defenders et fait partie des six lauréats du prix des droits de l'homme, décerné tous les cinq ans par l'Organisation des Nations unies à des personnes ou associations ayant œuvré pour la défense des droits de l'homme,,.
Biram Dah Abeid se présente à l'élection présidentielle de 2014. Au 1er tour, il se classe second et obtient 8,6 % des suffrages. Le président sortant est réélu avec 81 % des voix dans une élection boycottée par la Coordination de l'Opposition démocratique.
En novembre 2014, le militant est de nouveau arrêté, avec neuf autres membres de l'IRA, après avoir pris part à une caravane contre l’esclavage. Il est condamné le 15 janvier 2015 à une peine de 2 ans de prison ferme pour « appartenance à une organisation non reconnue, rassemblement non autorisé, appel à rassemblement non autorisé et violence contre la force publique ».
Le 13 août 2015, une loi pénalisant l'esclavage entre en vigueur en Mauritanie, la pratique reste malgré tout répandue dans le pays. Ils seraient 150.000 selon l'IRA en 2014.
En 2017 il est invité à Bordeaux pour recevoir le « Prix Mémoires partagées », remis chaque année par l'association Mémoires & Partages à une personnalité impliquée dans le mouvement pour l'émancipation.
Aux élections législatives de 2018, Biram Ould Abeid se présente sous les couleurs du parti Assawab (en), aux orientations baassistes (nationaliste arabe), qui a récemment scellé une alliance avec le parti Refondation pour une action globale (en) (RAG), l’aile politique de l’IRA. Le journaliste Daddah Abdallah, qui portera par la suite plainte contre Abeid, réalise alors un documentaire sur cette alliance et la qualifie de « contre-nature ». Le 7 août 2018, deux semaines avant les élections législatives, il est arrêté avec d'autres militants anti-esclavagistes et journalistes et inculpé la semaine suivante pour « atteinte à l’intégrité d’autrui et menace d’usage de la violence ». Son avocat Maître Ebetty dénonce « un coup monté judiciaire ». Des ONG telles qu'Amnesty International dénoncent une répression politique visant à étouffer le principal rival du gouvernement au pouvoir dans l'élection présidentielle à venir. La manifestation qui suit l'annonce du verdict sera durement réprimé et fera deux blessés graves.
En 2019, il se présente à nouveau à l'élection présidentielle et arrive à la deuxième place avec 18,59 % des suffrages exprimés au 1er tour.
Biram Dah Abeid est candidat à l'élection présidentielle de 2024. Les résultats officiels le placent en deuxième position avec 22 % des voix, loin derrière le président sortant Mohamed Ould Ghazouani. Biram Dah Abeid conteste les résultats de la Commission électorale nationale indépendante (en) et dénonce des fraudes. Le quartier-général du RAG, son parti, est ensuite encerclé par la police.

## Prix et distinctions
- 2013 - Front Line award for Human Rights Defenders at Risk remis par l'ONG irlandaise Front Line Defenders
- 2013 - Prix des droits de l'homme des Nations unies remis par l'ONU
- 2017 - « Prix Mémoires partagées »[16], remis par l'association international Mémoires et Partages
- 2019 - Docteur honoris causa de la Katholieke Universiteit Leuven[22]